# Bermondsey

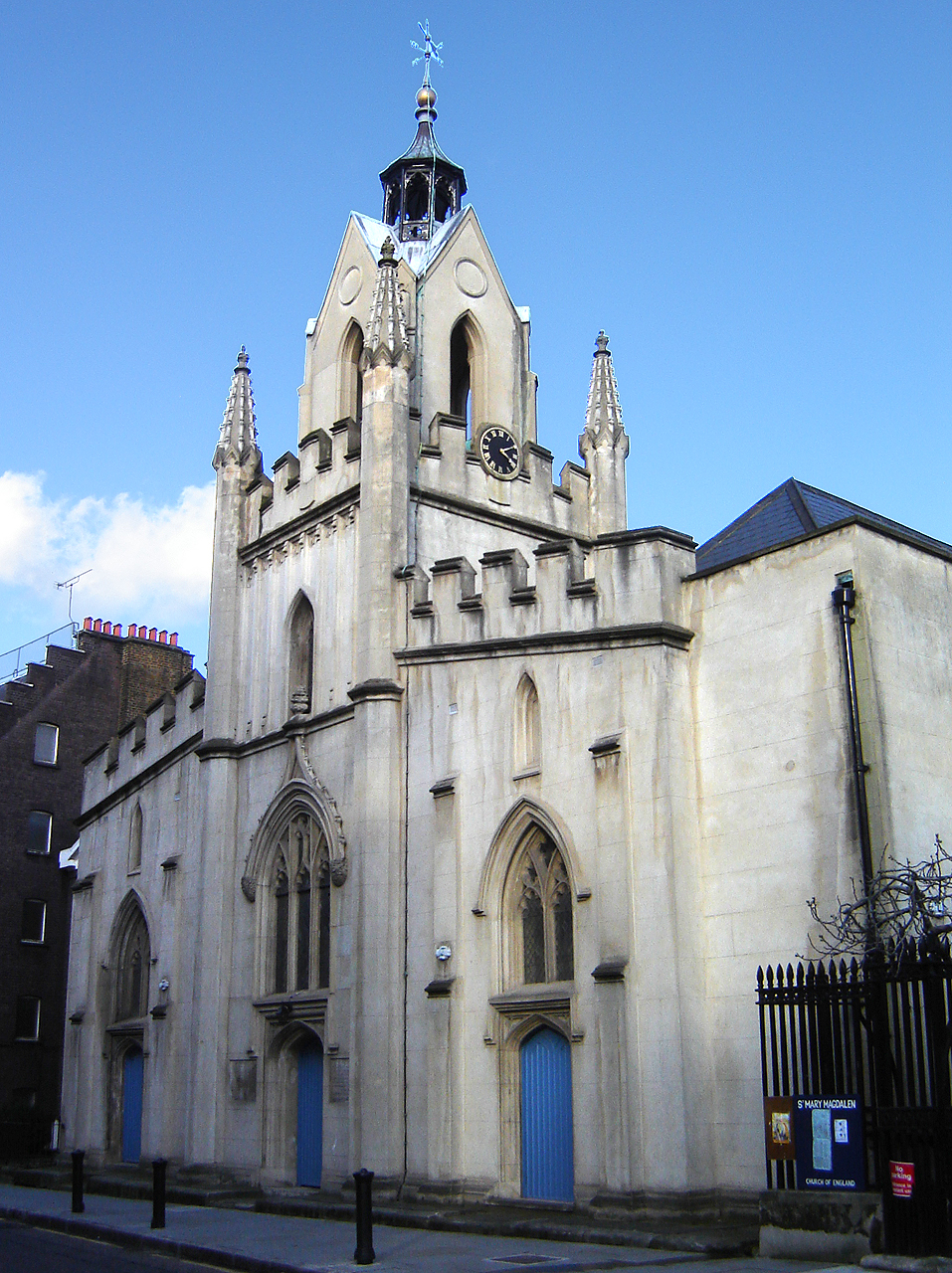
St Mary Magdalen-kyrkan från 1690

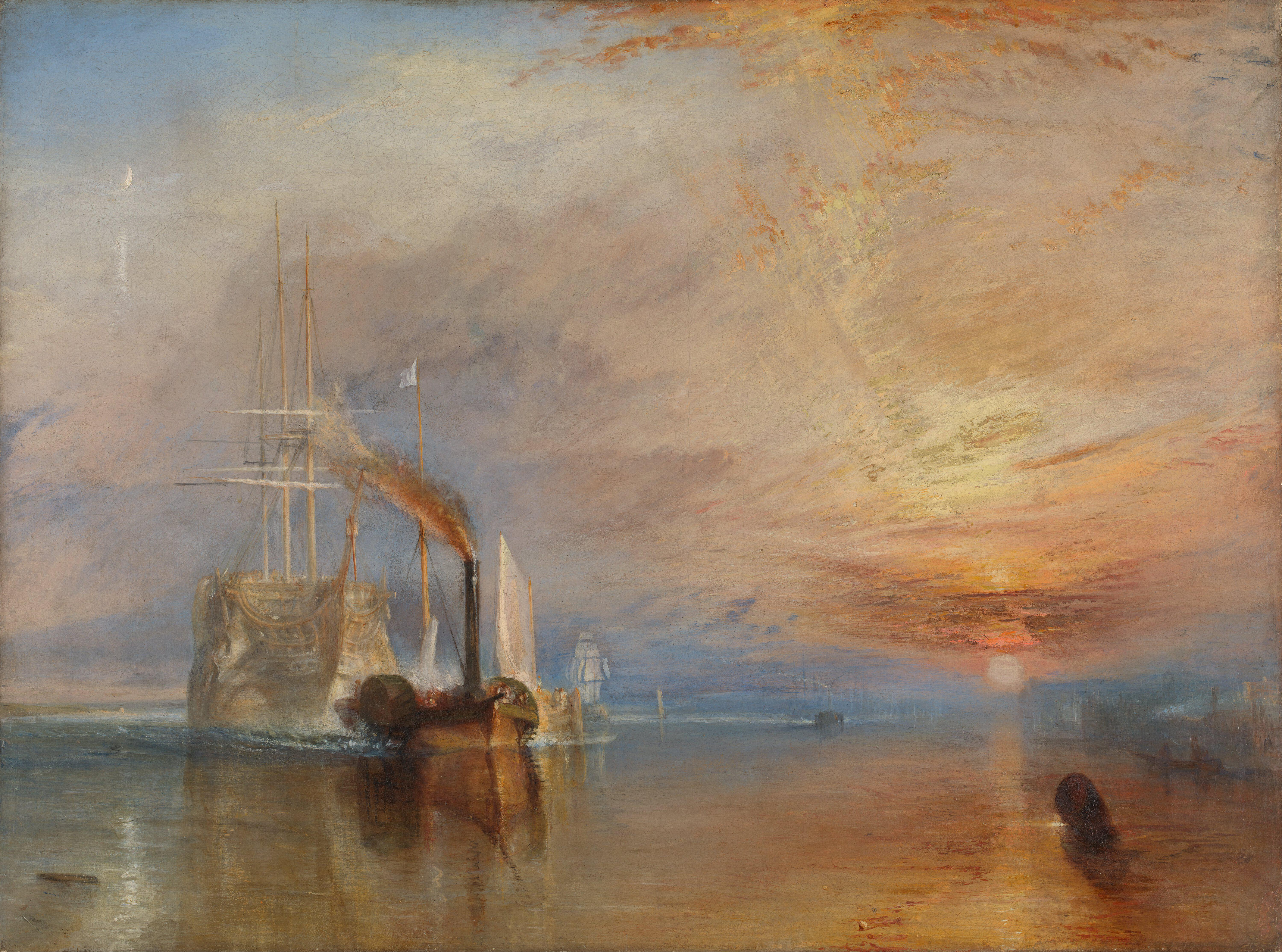
The Fighting "Temeraire" Tugged to her Last Berth to be Broken Up

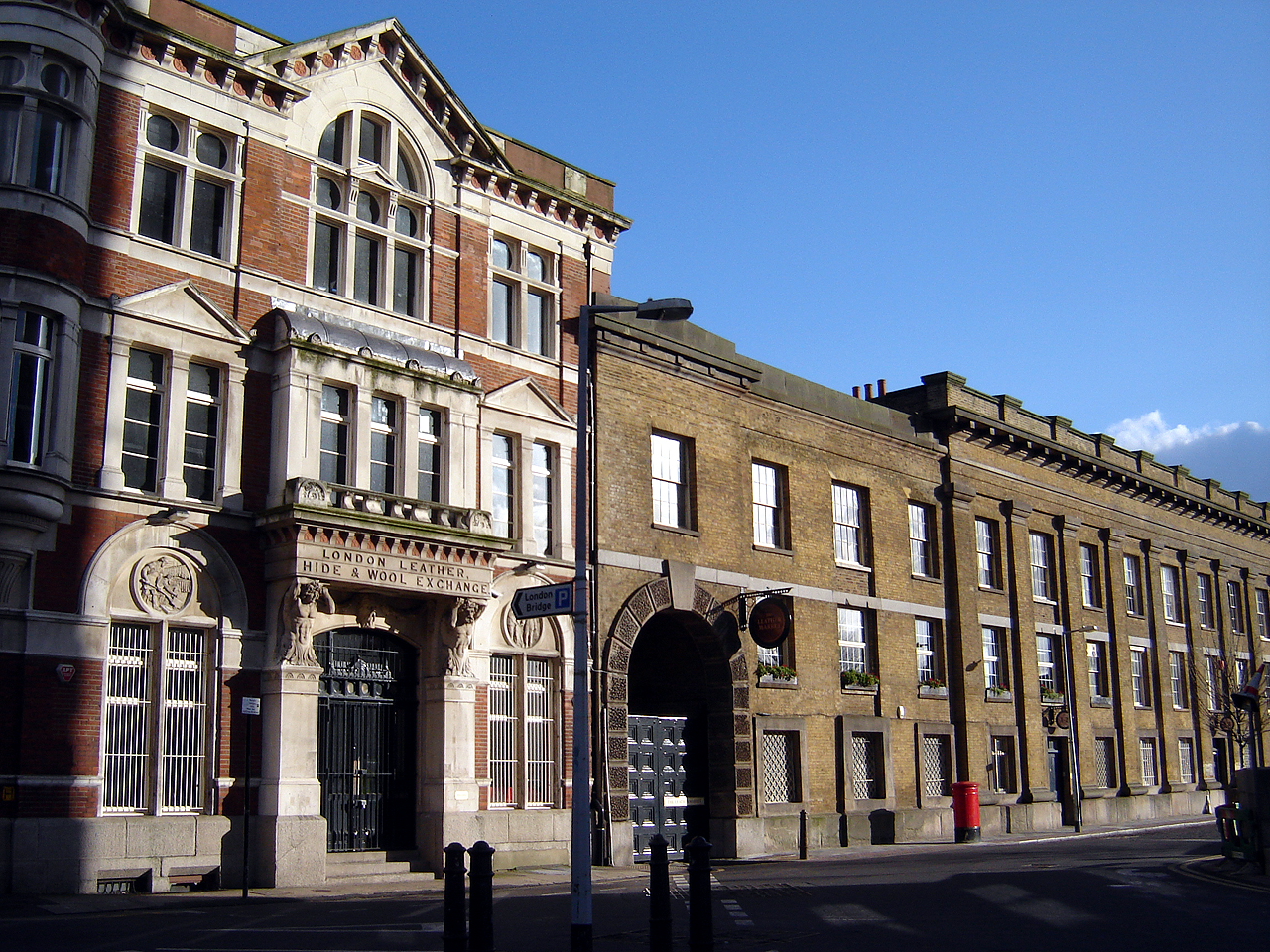
London Leather, Hide & Wool Exchange i Bermondsey

Bermondsey är en stadsdel (district) i södra London, närmare bestämt i London Borough of Southwark. Stadsdelen ligger 3,4 kilometer öster om Charing Cross.

## Historia

### 1000-talet
Området kallades ursprungligen "Beormund's Ey", där Beormund är ett saxiskt förnamn och "ey" det fornnordiska ordet för "ö". Vid denna tid var det inte mer än en träskartad ö vid flodstranden. En grupp munkar från Cluny upprättade Bermondsey Abbey 1082. De började odla upp området och valla in stränderna. De förvandlade floden Neckingers mynningsvik till en hamn, som de kallade St Saviour's Dock efter klostrets skyddshelgon.

### 1600-talet
Bermondsey genomgick stora förändringar över seklen. Efter den stora branden i London befolkades området av förmögna och fick karaktär av trädgårdsstad. Trots att få byggnader har överlevt från denna tid finns kyrkan St Mary Magdalen kvar. Den byggdes 1690 och har gått igenom både 1800-talets saneringar och Blitzen oskadd. Så gamla byggnader är ovanliga i hela Inner London.

### 1700-talet
Under 1700-talet ledde upptäckten av en källa i området till att Bermondsey blev en kurort. Det var från flodstranden vid Bermondsey som William Turner målade The Fighting "Temeraire" Tugged to her Last Berth to be Broken Up (1839), som avbildar ett örlogsfartyg som bogseras till Rotherhithe för att huggas upp.

### 1800-talet
Vid mitten av 1800-talet hade delar av Bermondsey förslummats efter att industrier och hamnområden vuxit upp. Området runt St Saviour's Dock hade rykte om sig att vara ett av de värsta i London. Det odödliggjordes i Charles Dickens roman Oliver Twist. 
Området byggdes om grundligt under det sena 1800-talet och början av 1900-talet, då flodtrafiken utökades och järnvägar började byggas. Järnvägen mellan London Bridge och Greenwich byggdes på tegelvalv genom Bermondsey 1836. Centrala Bermondsey kom att domineras av lokaler för skinnhandel och -beredning.

### 1900-talet
Themsens strand öster om Tower Bridge genom hela Bermondsey var fylld av hamnområden, som skadades svårt under andra världskriget och blev överflödiga efter att större fartyg som inte kunde gå upp i floden blev vanliga på 1960-talet. Efter att ha stått tomma under några år byggdes många av hamnbyggnaderna om under ledning av London Docklands Development Corporation på 1980-talet. De har nu blivit en blandning av bostadshus och butiker som är några av de dyraste fastigheterna i London.
Trots att London Bridge station ligger i närområdet har transportförbindelserna med övriga London historiskt varit dåliga. Det åtgärdades 1999 när Jubilee line på Londons tunnelbana förlängdes och fick en station i stadsdelen. Stationen har samma namn som stadsdelen.

## Sevärdheter
- Bermondsey Market
- Fashion and Textile Museum
- London Dungeon
- Mandela Way T-34 Tank
- Millwall FC